# 8502-es mellékút (Magyarország)
A 8502-es számú mellékút egy közel 5 kilométer hosszú, négy számjegyű mellékút Győr-Moson-Sopron vármegye területén. Lényegében Kóny belső útja, a központját köti össze, úgy keleti, mint nyugati irányban a település lakott részeit észak felől elkerülő 85-ös főúttal.

## Nyomvonala
Kóny közigazgatási területének keleti széle közelében ágazik ki a 85-ös főútból, annak a 14+200-as kilométerszelvénye közelében, délnyugat felé. Kezdőponti csomópontjának kialakítása eltér a megszokottól: Győr felől ugyanis jelzőtáblák tiltják, hogy a járművek balra fordulva térhessenek rá erre az útra, ezért abból az irányból egy rövid egyirányú, kiegészítő út érintésével lehet csak ráhajtani; ez a jobbra induló, majd mintegy 100 méternyi ívelés után a 85-öshöz közel derékszögben visszacsatlakozó kiegészítő út a 85 801-es útszámozást viseli.
Első méterei után azonnal keresztezi – szintben, nyílt vonali szakaszon – a Győr–Sopron-vasútvonal vágányait. Egy kilométer után nyugatnak fordul, a második kilométerét letudva pedig eléri Kóny legkeletibb házait. Első szakasza a Győri utca nevet viseli, majd 3,2 kilométer után egy elágazáshoz ér: a 85 122-es számú mellékút ágazik ott ki belőle, amely régebben Markotabödöge-Bősárkány felé vezetett [ily módon talán a 8509-es út része volt], de az M85-ös autóút átadásával funkcióját vesztette.
Innen a 8502-es út délnyugatnak fordulva folytatódik, Soproni utca néven, és alig 200 méter után újabb út ágazik ki belőle északnyugati irányban: ez a 84 307-es számú mellékút, amely Kóny vasútállomást szolgálja ki. Alig 150 méter után az út – változatlan néven – maga is északnyugatnak fordul, a negyedik kilométerénél ismét keresztezi a vasutat, a sínek túloldalán pedig újból egy elágazása jön: a 85 123-as számú mellékút válik ki belőle nyugat felé – az M85-ös átadása előtt ennek nyomvonalán érte el a 8502-es út a 85-ös főutat nyugati irányban. Ma a 8502-es innen már észak-északnyugat felé folytatódik, Új Élet utca néven, és így ér véget, beletorkollva a 85-ös főút 18. kilométere előtt kialakított körforgalmú csomópontba. Ugyanez a csomópont összeköttetést biztosít az út – és Kóny település – számára az M85-ös autóúttal is.
Teljes hossza, az országos közutak térképes nyilvántartását szolgáló kira.gov.hu adatbázisa szerint 4,734 kilométer.

## Képgaléria

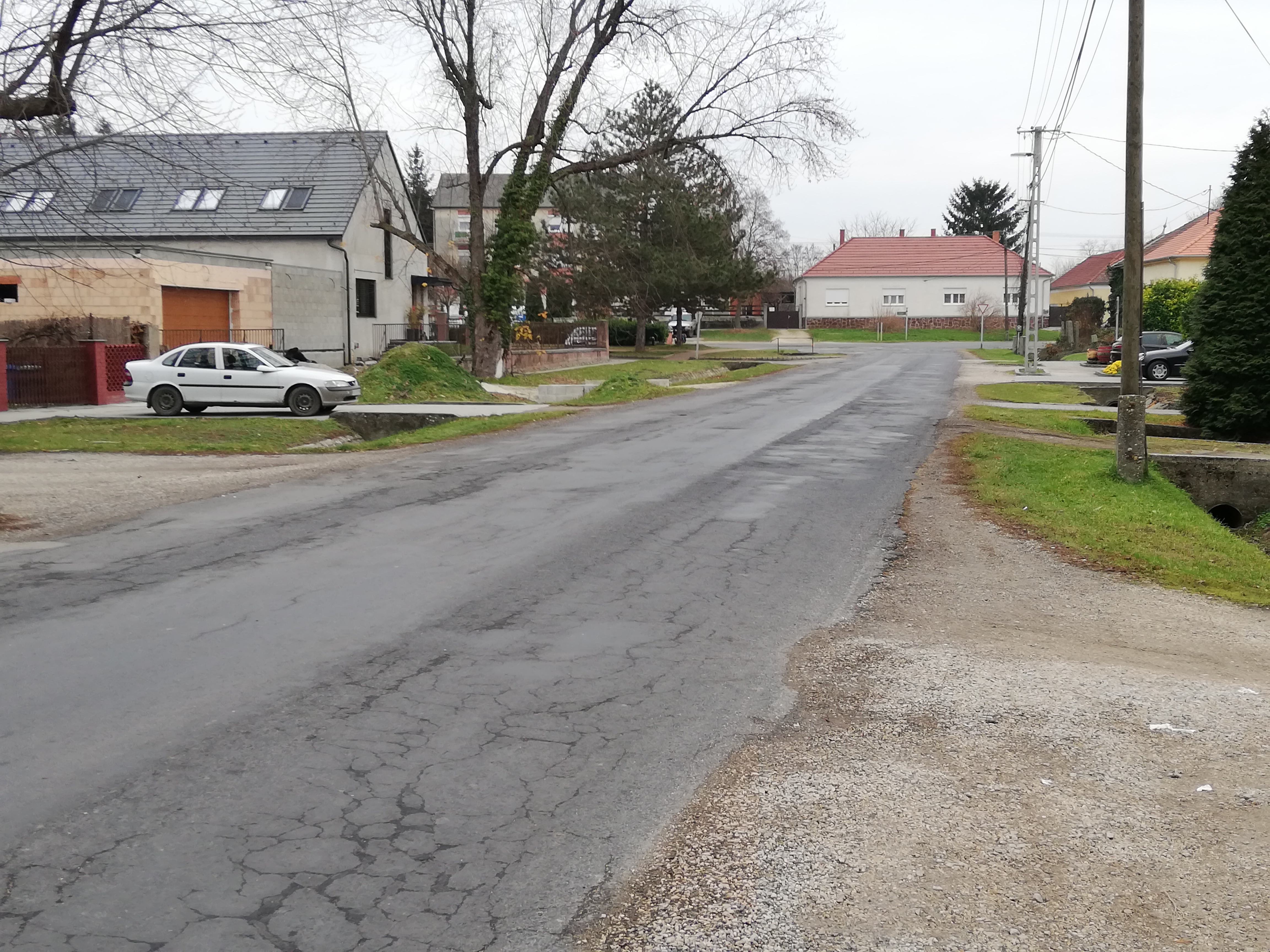
Az út Kóny központjában, Fehértó felől nézve
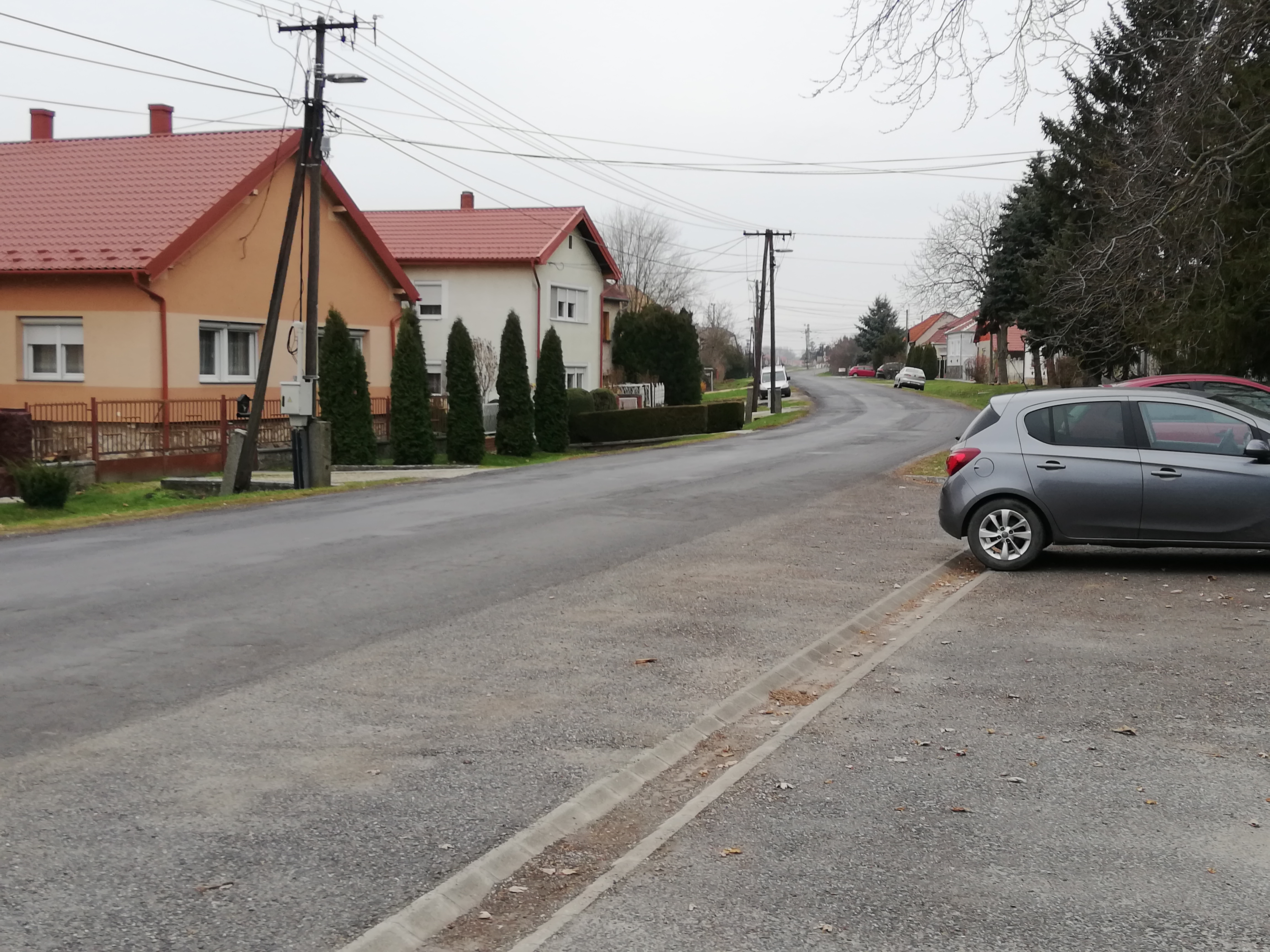
Kóny központjából Fehértó felé nézve

## Története
1934-ben a kereskedelem- és közlekedésügyi miniszter 70 846/1934. számú rendelete másodrendű főúttá nyilvánította, a Győr-Sopron közti 85-ös főút részeként. A főút Kóny belterületét elkerülő, és egyben két szintbeli vasúti keresztezését is kiküszöbölő útszakaszának forgalomba helyezése után minősíthették vissza mellékúttá.